# كارل هينريتش بيرغيوس
كارل هينريتش بيرغيوس (بالألمانية: Karl Heinrich Bergius)‏ هو عالم نبات وعالم حشرات ألماني، ولد في 1790 في كوستجن ناد أودران ‏ في بولندا، وتوفي في 1818 في كيب تاون في جنوب أفريقيا بسبب سل.